# Kuliki (rejon permski)
Kuliki (ros. Кулики) – wieś (dieriewnia) w Rosji, w Kraju Permskim, w rejonie permskim. W 2021 liczyła 62 mieszkańców.